# III. Valentinianus római császár
Flavius Placidius Valentinianus, ismertebb nevén III. Valentinianus császár (Ravenna, 419. július 2. – Róma, 455. március 16.) nyugatrómai császár volt 425 és 455 között, a Teodosius-dinasztia utolsó előtti uralkodója.

## Családja
Ravenna nyugati részén született 419 nyár közepén I. Theodosius lánya, Galla Placidia – Honorius féltestvére (húga) – és Flavius Constantius második gyermekeként és egyetlen fiaként. Nővére Justa Grata Honoria. Apja római hadvezér, Honorius „jobbkeze”, római patricius, akit később társcsászárrá emelt. Egy évig volt caesar, 421-ben haláláig. Anyja ismételt özveggyé válása után II. Theodosius bizánci császár – I. Theodosius unokája – kérésére Ravennába ment, hogy gyámja legyen fiának és uralkodója a Nyugatrómai Birodalomnak, amit 25 éven át vezetett (Honorius 404-ben költözött át Ravennába).

## Uralkodása
Honorius Valentinianust kétéves kora után (423) társuralkodójává nevezte ki, melyet ténylegesen anyja, Honorius mostohanővére gyakorolt. Hét hónappal később Honorius meghalt, halála előtt örökösének nevezett ki. Honorius halála után Joannes erővel foglalta el a római trónt. Ezt ellensúlyozandó, 424. október 23-án II. Theodosius bizánci császár a nyugati birodalomrész caesarjának nevezte ki és eljegyeztette az ekkor még ötéves fiút kétéves lányával, Licinia Eudoxiával. Őt később, 437-ben feleségül is vette. Egy évvel később, Joannes eltávolítása után, 425. október 23-án Valentinianust hatévesen nyugatrómai császárrá, augustusszá avatták.
Uralkodása alatt, a népvándorlás hatására elkezdődött a Nyugatrómai Birodalom széthullása. A vandálok elfoglalták Africa provinciát. A vandál flotta megtámadta a Nyugat-Mediterrán városokat is. 442-ben hivatalosan is megkapta Geiserich Africát, és eljegyezte Hunerich fia számára Valentinianus Eudocia nevű lányát.
Hispania területének jelentős részét ellenőrizték a szvébek (később a nyugati gótok). Gallia tartományt sikerült megtartani Flavius Aëtius, Magister militum és hun csapatainak segítségével.
Miután a Gallia Belgica felé terjeszkedő burgundokat legyőzték, és fővárosukat, Wormst elpusztították, szövetségre kényszerítették és Savoya területére költöztették a megmaradt népet.
A nyugati gótokat Gallia déli részén különítették el 426-ban, 429-ben és 436-ban. Aetius visszaverte a Rajna és a Duna mentén előretörő népeket 428 és 431 között. A catalaunumi csata során Aetius megállította Attila seregének előretörését, de a következő évben a hunok visszatértek Észak-Itáliába.

## Valentinianus utolsó évei
Ahogy a birodalom egyre kisebb lett, úgy növekedtek a provinciákra nehezedő adóterhek. A szükséges csapatok felállítására egyre kevesebb pénz állt rendelkezésre. Újabb és újabb területek szakadtak el a birodalomtól. Valentinianus székhelye Ravenna volt, de Attila közeledtének hírére Rómába menekült.
Attila 453-ban bekövetkezett halála után a császár meg akart szabadulni a nagyhatalmú Aëtiustól, akinek fia a császár lányát vette el feleségül. 454-ben meggyilkolták Aëtiust, állítólag a császár maga végzett vele. Halálát katonái megbosszulták, Valentinianust a csapatok ellenőrzése közben ölték meg. Licinia Eudoxiát a trónbitorló Petronius Maximushoz kényszerítették feleségül. Nem sokkal azután Geiserich király a vandálok élén megtámadta Rómát; és elrabolta Licinia Eudoxiát és lányait, Eudociát és Placidiát. Mivel Eudocia Hunerich menyasszonya volt 442 óta, a vandál trónörökös felesége lett. Placidia Olybrius felesége volt, aki 472-ben rövid ideig nyugatrómai császárként uralkodott.
Valentinianus azt a késő ókori, jobbára gyengekezű uralkodó típust testesítette meg, akiknek sorát Flavius Honorius római császár nyitotta meg.